# Teddington Studios
Teddington Studios – ośrodek produkcji filmowej i telewizyjnej, położony na terenie londyńskiej dzielnicy Teddington, w gminie Richmond upon Thames, działający od drugiej dekady XX wieku do 2014 roku.

## Historia
Ośrodek studyjny w Teddington powstawał stopniowo od lat 1910. do 1931, kiedy to formalnie otrzymał nazwę Teddington Film Studios. W tym samym roku został zakupiony przez amerykańską wytwórnię Warner Brothers z przeznaczeniem na jej główny ośrodek produkcyjny w Wielkiej Brytanii. W 1958 obiekt odkupił komercyjny nadawca telewizyjny Associated British Corporation, który następnie przekazał go powiązanej ze sobą kapitałowo stacji Thames Television. Odtąd Teddington Studios służyły niemal wyłącznie produkcji telewizyjnej i stanowiły główne miejsce powstawania programów rozrywkowych oraz seriali realizowanych przez Thames i emitowanych w całej sieci ITV.
W 1993 Thames Television straciło koncesję na nadawanie programu telewizyjnego, zaś Teddington Studios stały się odrębnym przedsiębiorstwem, wynajmującym infrastrukturę produkcyjną wszystkim chętnym. W praktyce realizowano tam wybrane programy i seriale wszystkich głównych brytyjskich nadawców telewizyjnych, łącznie z BBC. W 2004 borykająca się z problemami finansowymi firma została przejęta przez grupę medialną Haymarket, która w kolejnym roku wydzierżawiła część kompleksu służącą bezpośredniej produkcji telewizyjnej dotychczasowemu głównemu konkurentowi Teddington, a mianowicie Pinewood Studios. Wcześniej Pinewood wykupiły innego konkurenta, Shepperton Studios. Tym samym wszystkie trzy największe londyńskie niezależne (nie będące własnością żadnego nadawcy) ośrodki produkcji filmowej i telewizyjnej znalazły się w jednych rękach.
Dzierżawa wygasła w roku 2014, zaś Pinewood Studios postanowiły jej nie przedłużać. Ostatnim dniem zdjęciowym na terenie Teddington Studios był 21 listopada 2014, kiedy to ukończono ostatni odcinek pierwszej serii serialu Still Open All Hours. Od tego czasu firma Haymarket, która odzyskała pełną kontrolę nad tą nieruchomością, prowadzi jej przebudowę na kompleks mieszkaniowy.

## Wybrane produkcje realizowane w Teddington Studios
- The Benny Hill Show
- Bless This House
- CBeebies – główna siedziba kanału w latach 2008–2010
- Niegrzeczni faceci
- Technicy-magicy
- Jeden dzień